# Eunoe assimilis
Eunoe assimilis är en ringmaskart som beskrevs av McIntosh 1924. Eunoe assimilis ingår i släktet Eunoe och familjen Polynoidae. Inga underarter finns listade i Catalogue of Life.